# (200013) 2007 LC29
(200013) 2007 LC29  es un asteroide perteneciente al cinturón de asteroides, descubierto el 15 de junio de 2007 por el equipo del Spacewatch desde el Observatorio Nacional de Kitt Peak, Arizona, Estados Unidos.

## Designación y nombre
Designado provisionalmente como 2007 LC29.

## Características orbitales
2007 LC29  está situado a una distancia media del Sol de 3,094 ua, pudiendo alejarse hasta 3,126 ua y acercarse hasta 3,062 ua. Su excentricidad es 0,010 y la inclinación orbital 4,886 grados. Emplea 1988,28 días en completar una órbita alrededor del Sol.

## Características físicas
La magnitud absoluta de 2007 LC29 es 15,9. Tiene 5305 km de diámetro y su albedo se estima en 0,03.